# Philip Boëffard
Philip Boëffard est un producteur de cinéma français né le 2 juin 1965.

## Biographie
Après une formation d'ingénieur (École nationale supérieure des mines de Nancy, promotion 1986), il commence à travailler dans le secteur de la production cinématographique, pour finalement créer avec Christophe Rossignon la société Nord-Ouest Films en 2000.

## Filmographie (sélection)
- 2008 : Mes stars et moi de Lætitia Colombani
- 2008 : Comme les autres de Vincent Garenq
- 2009 : L'Affaire Farewell de Christian Carion
- 2009 : Welcome de Philippe Lioret
- 2010 : L'Âge de raison de Yann Samuell
- 2011 : L'Ordre et la Morale de Mathieu Kassovitz
- 2011 : Présumé Coupable de Vincent Garenq
- 2011 : Les Contes de la nuit de Michel Ocelot
- 2012 : Tango libre de Frédéric Fonteyne
- 2013 : Les Âmes de papier de Vincent Lannoo
- 2013 : De toutes nos forces de Nils Tavernier
- 2014 : Les Combattants de Thomas Cailley
- 2014 : Maintenant ou jamais de Serge Frydman
- 2015 : Ce sentiment de l'été de Mikhaël Hers
- 2015 : En mai, fais ce qu'il te plaît de Christian Carion
- 2015 : L'Enquête de Vincent Garenq
- 2015 : Le Combat ordinaire de Laurent Tuel
- 2015 : La Loi du marché de Stéphane Brizé
- 2016 : Dans les forêts de Sibérie de Safy Nebbou
- 2016 : Éternité de Trần Anh Hùng
- 2017 : Si tu voyais son cœur de Joan Chemla
- 2017 : Mon garçon de Christian Carion
- 2018 : Ami-ami de Victor Saint Macary
- 2018 : Amanda de Mikhael Hers
- 2021 : Délicieux d'Éric Besnard
- 2021 : Suprêmes d'Audrey Estrougo
- 2022 : L'Astronaute de Nicolas Giraud

## Distinctions

### Nominations
- César 2016 : César du meilleur film pour La Loi du marché